# Kazimiera Żuławska
Kazimiera Żuławska z Hanickich (ur. 10 lutego?/22 lutego 1883 w Czemerysach, zm. 18 kwietnia 1971 w Warszawie) – romanistka, tłumaczka, taterniczka i alpinistka, działaczka kobieca.

## Życiorys
Urodziła się na Podolu, w rodzinie ziemiańskiej, córka Ignacego Dionizego Hanickiego i Zofii z Ostolskich. Skończyła II Warszawskie Gimnazjum Żeńskie, otrzymując w 1900 r. srebrny medal i kwalifikację nauczycielki domowej. Odbyła studia z zakresu romanistyki na uniwersytecie we Lwowie i Bernie. Na tym ostatnim uzyskała w 1910 doktorat za pracę „Kobiety w teatrze Woltera”. 
Od 22 czerwca 1907 żona pisarza Jerzego Żuławskiego. Z mężem i jego bratem Januszem wspinała się w Alpach i Tatrach. W latach 1910–1921 mieszkała w Zakopanem. Po wybuchu pierwszej wojny światowej Jerzy Żuławski wstąpił do Legionów, zaś Kazimiera była przewodniczącą koła zakopiańskiego Ligi Kobiet Galicji i Śląska (1915–1918). Po śmierci męża w 1915 została sekretarką Kazimierza Tetmajera. Dom Żuławskich – „Łada” przy ul. Chałubińskiego – był ośrodkiem spotkań zakopiańskiej bohemy, bywali tu m.in. Witkacy, Kazimierz Przerwa-Tetmajer, Jan Kasprowicz, Tymon Niesiołowski, Bronisław Malinowski. W celu uzyskania środków na utrzymanie swoje i dzieci prowadziła także w „Ładzie” pensjonat i przez jakiś czas piekarnię. 
W niepodległej Polsce wraz z synami wyjechała do Torunia prowadząc w latach 1921–1926 pensjonat „Zofiówkę” przy ul. Bydgoskiej 26, gdzie odwiedzali ją także dotychczasowi zakopiańscy przyjaciele. M.in. bywał tu Stanisław Przybyszewski, Tymon Niesiołowski, Karol Zawodziński, Stanisław Ignacy Witkiewicz, Juliusz Osterwa. W tych latach była w związku z kompozytorem i skrzypkiem Marcelim Popławskim (1882–1948). Po przeprowadzce do Warszawy pracowała jako urzędniczka Zakładu Ubezpieczeń Społecznych. Była też tłumaczką literatury francuskiej i hiszpańskiej oraz książek alpinistycznych. W końcu lat 20. z powrotem zaczęła działać w Lidze Kobiet Polskich. W 1928 r. współzałożycielka Demokratycznego Komitetu Wyborczego Kobiet Polskich. Działaczka Związku Pracy Obywatelskiej Kobiet. Przewodnicząca oddziału warszawskiego ZPOK „Żoliborz”.
Podczas II wojny światowej ukrywała w swoim mieszkaniu Żydów, którym pomagała wyrobić fałszywe dokumenty oraz znaleźć zatrudnienie. Za swoją postawę wraz z synem Wawrzyńcem pośmiertnie została uhonorowana przez Yad Vashem w 1981 medalem „Sprawiedliwy wśród narodów świata”.
W Warszawie, zmieniając adresy, żyła do śmierci. Nadal prowadziła dom otwarty, i obracała się wśród artystów. Dalej zajmowała się przekładami na język polski m.in. dramatu Judyta Charlesa de Peyret-Chappuis wystawionej przez Kazimierza Dejmka w Teatrze Nowym w Łodzi (10 września 1960), a następnie w Teatrze Telewizji w reżyserii Stanisława Wohla (1960) i Ireny Babel (1974). Po przejściu na emeryturę była wspierana przez synów – Marka, artystę malarza żyjącego na emigracji w Londynie, Juliusza, pisarza i wieloletniego prezesa Pen Clubu, oraz najmłodszego Wawrzyńca, (muzykologa i kompozytora). Wszyscy Żuławscy odziedziczyli po niej pasję do wspinaczki i alpinizmu. Została pochowana na cmentarzu Powązkowskim (kwatera R, rząd 4, miejsce 21: Tadeusz Ostolski inw. 14884).

## Odznaczenia

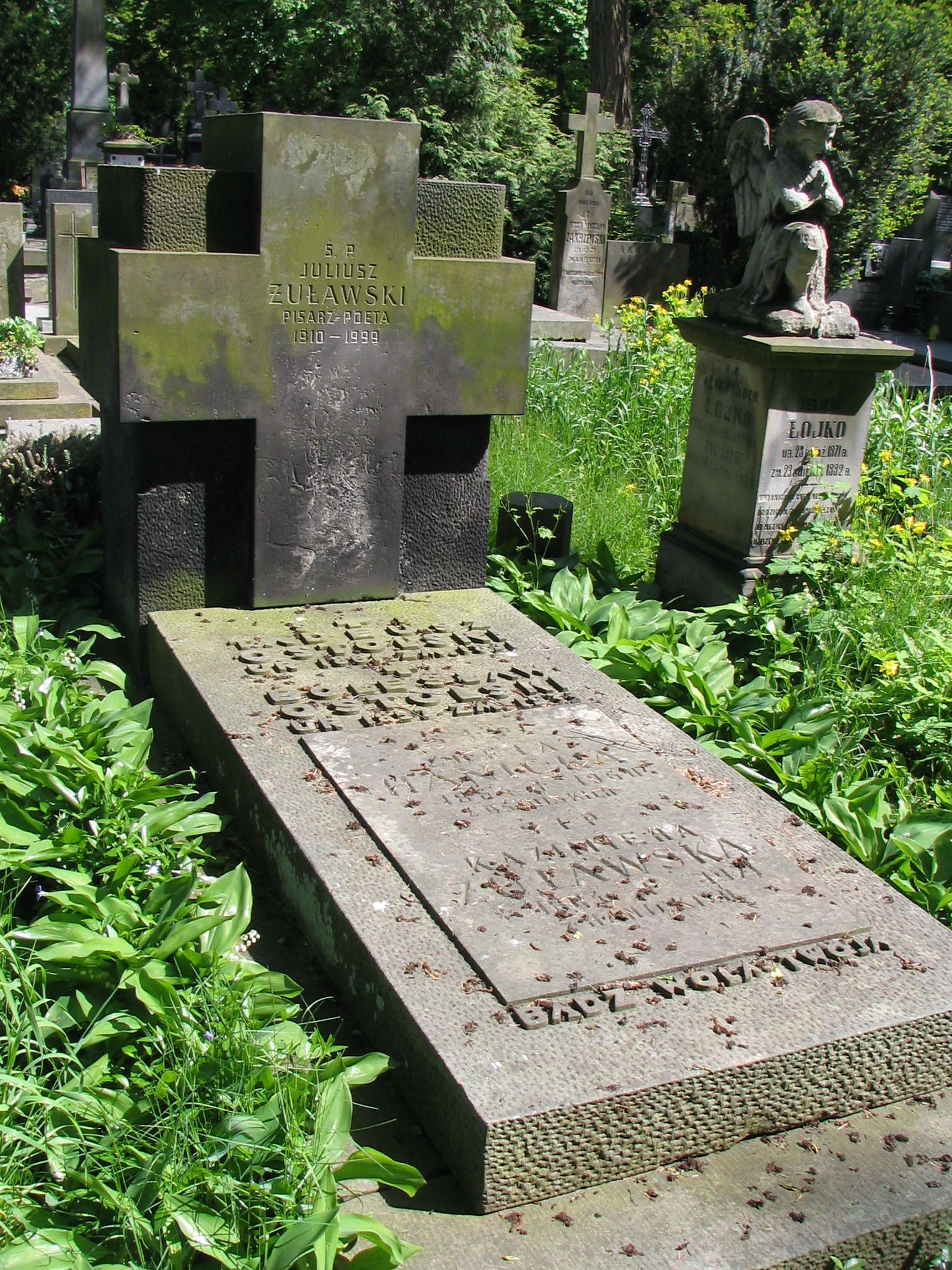
Grób Juliusza i Kazimiery Żuławskich na cmentarzu Powązkowskim (2008)

- Medal Niepodległości[6]
- Krzyż Legionowy[6].